# Siemion Czeluskin

Siemion Iwanowicz Czeluskin

Siemion Iwanowicz Czeluskin (ros. Семен Иванович Челюскин, ur. ok. 1700, zm. 1764) – rosyjski polarnik, oficer marynarki (kapitan Floty Bałtyckiej).
Absolwent założonej przez Piotra I Wielkiego Moskiewskiej Szkoły Nawigacji.
W latach 1733–1743 Czeluskin brał udział w dowodzonej przez Vitusa Beringa drugiej wyprawie na Kamczatkę, znanej jako Wielka Ekspedycja Północna.
W 1742 roku Czeluskin, podróżując zaprzęgiem przez półwysep Tajmyr, dotarł do najdalej na północ wysuniętego cypla Azji. Nazwał go Przylądkiem Północno-Wschodnim. Wiek później Alexander von Middendorff zmienił jego nazwę na cześć odkrywcy na Przylądek Czeluskin.
W 1933 roku imieniem Czeluskina nazwano parowiec (SS Czeluskin).